# Lixophaga plumbea
Lixophaga plumbea är en tvåvingeart som beskrevs av Aldrich 1925. Lixophaga plumbea ingår i släktet Lixophaga och familjen parasitflugor. Inga underarter finns listade i Catalogue of Life.